# El que fan els millors professors universitaris
El que fan els millors professors universitaris (What the best college teachers do) és un llibre de Ken Bain, director del Center for Teaching Excellence de la Universitat de Nova York editat per la Harvard University Press el 2004. Al llibre, l'autor exposa les conclusions a les quals va arribar a conseqüència de l'estudi de 63 professors de diverses disciplines i universitats durant quinze anys.
Ha guanyat el premi Virginia and Warren Stone Prize for an Outstanding Book on Education and Society, ha estat considerat un llibre popular i influent, un dels més venuts d'educació superior i és citat en molts llibres de la mateixa temàtica. Ha estat traduït a deu idiomes, entre ells el català i el castellà per la Universitat de València.